# 캐머런 케네디
캐머런 케네디(Cameron Kennedy, 1993년 10월 6일 ~ )는 캐나다의 배우이다.